# 葡萄牙死刑制度
葡萄牙是废除死刑进程的先驱。自1846年以来就没有执行过死刑，1867年正式废除了对民事犯罪的死刑。
葡萄牙曾经使用的死刑方法是绞刑。葡萄牙是世界上第一个开始废除死刑的国家，它分阶段废除死刑——1852年废除了政治犯死刑，1867年废除了除军事罪行以外的所有罪行的死刑，1911年废除了所有罪行的死刑。在1916年，葡萄牙加入了第一次世界大战，葡萄牙又恢复了军事犯罪的死刑。 随着1976年新宪法的出台，死刑又一次被废除了。
葡萄牙最后一次死刑于1846年在拉古什执行。第一次世界大战期间，一名葡萄牙远征军的士兵在法国被处决，直到最近才有完整的记录 。葡萄牙士兵迪尔·奥古斯托·费雷拉·德·阿尔梅达于1917年9月16日被行刑队处决，并于2017年（葡萄牙执行死刑100周年和结束民事罪行死刑150周年）由部长会议和共和国总统（以武装部队最高指挥官的身份）发布了“道德复兴”声明——这一行动纯粹是象征性的，而不是对案件事实的重新审理，仅为说明死刑判决违反了葡萄牙传统的价值观。
在2008年欧洲价值观研究(EVS)中，51.6%的葡萄牙受访者认为死刑永远都是不合理的，只有1.5%的人认为死刑总是合理的。